# Chevigny (Jura)
Chevigny ist eine französische Gemeinde mit 268 Einwohnern (Stand 1. Januar 2022) im Département Jura in der Region Bourgogne-Franche-Comté; sie gehört zum Arrondissement Dole und zum Kanton Authume. Chevigny grenzt im Norden an Peintre, im Nordosten an Frasne-les-Meulières, im Osten an Menotey, im Süden an Rainans und im Westen an Auxonne.

## Bevölkerungsentwicklung
| Jahr                       | 1962 | 1968 | 1975 | 1982 | 1990 | 1999 | 2008 | 2017 |
| -------------------------- | ---- | ---- | ---- | ---- | ---- | ---- | ---- | ---- |
| Einwohner                  | 170  | 173  | 190  | 192  | 198  | 214  | 280  | 280  |
| Quellen: Cassini und INSEE |      |      |      |      |      |      |      |      |

## Sehenswürdigkeiten
- Château de Chevigny, Schloss aus dem 15. Jahrhundert, Monument historique
- Église Sainte-Croix, Kirche aus dem 18. Jahrhundert, Monument historique
- Wegkreuz aus dem 16. Jahrhundert, Monument historique